# Orgaanhandel
Orgaanhandel is de handel in menselijke organen, weefsels of andere lichaamsproducten, meestal voor transplantatie. Volgens de Wereldgezondheidsorganisatie (WHO) is orgaanhandel een commerciële transplantatie waarbij winst wordt gemaakt, of transplantaties die plaatsvinden buiten de nationale medische systemen. Er is wereldwijd een behoefte aan gezonde lichaamsdelen voor transplantatie, die groter is dan de beschikbare aantallen.
De commerciële handel in menselijke organen is illegaal in alle landen behalve Iran. Ondanks deze verboden blijven orgaanhandel en transplantatietoerisme wijdverspreid (de gegevens over de omvang van de zwarte markthandel in organen zijn echter moeilijk te verkrijgen). Er wordt veel gedebatteerd over de vraag of de orgaanhandel moet worden gelegaliseerd en gereguleerd om de illegale handel en het tekort aan organen te bestrijden. Deze discussie gaat doorgaans over de verkoop van nieren door levende donoren, aangezien mensen met twee nieren worden geboren, terwijl ze maar één nodig hebben om te overleven.

## Geschiedenis
Het eerste wetenschappelijke rapport over het fenomeen dateert uit een publicatie in The Lancet in 1990. De studie volgde 131 patiënten uit de Verenigde Arabische Emiraten en Oman die niertransplantaties ondergingen in Bombay en die naar verluidt talloze postoperatieve problemen ondervonden.
In haar rapport over orgaanhandel in Europa schreef de Commissie Sociale, Gezondheids- en Gezinszaken van de Raad van Europa: "Op wereldschaal is orgaanhandel geen nieuw probleem. In de jaren tachtig begonnen experts een praktijk op te merken die later 'transplantatietoerisme': rijke Aziaten reisden naar India en andere delen van Zuidoost-Azië om organen van arme donoren te verkrijgen. Sindsdien zijn er andere bestemmingen bijgekomen, zoals Brazilië en de Filipijnen. Volgens sommige beschuldigingen is China betrokken bij de handel in organen die zijn afgenomen van geëxecuteerde gevangenen. De verkoop van organen in India gaat door, ondanks nieuwe wetten in het land die deze praktijk in de meeste regio's illegaal maken. Hoewel de huidige schattingen suggereren dat de illegale orgaanhandel in Europa relatief bescheiden blijft, blijft dit probleem ernstig, aangezien het zeer waarschijnlijk is dat met nieuwe medische vooruitgang de kloof tussen vraag en aanbod naar organen steeds groter zal worden."

## Illegale orgaanhandel
Volgens de Wereldgezondheidsorganisatie (WHO) vindt illegale orgaanhandel plaats als de organen verwijderd worden met het doel op een commerciële transactie. Ondanks maatregelen blijft de praktijk bestaan, waarbij studies schatten dat het aandeel illegaal getransplanteerde organen gaat van 5% tot 42%. Illegale handel zit in de lift, en een recent rapport van Global Financial Integrity schat dat de winst gegenereerd door illegale orgaanhandel tussen de 600 miljoen en 1,2 miljard dollar ligt.
Criminele netwerken houden zich steeds vaker bezig met ontvoeringen, vooral van kinderen en tieners, die vervolgens met medische apparatuur naar locaties worden gebracht. Daar worden ze vermoord en hun organen geoogst voor de illegale orgaanhandel. Armoede en mazen in de wetgeving dragen ook bij aan de illegale handel in organen.
Hoewel beweringen over orgaanhandel moeilijk te onderbouwen zijn vanwege een gebrek aan bewijs en betrouwbare gegevens, zijn er gevallen van illegale orgaanhandel berecht en vervolgd. Tot de vervolgde personen en entiteiten behoren criminele bendes, ziekenhuizen, externe orgaanmakelaars, nefrologen, en individuen die proberen hun eigen organen te verkopen.